# Seznam osebnosti iz Občine Ormož
Seznam osebnosti iz Občine Ormož vsebuje osebnosti, ki so se tu rodile, delovale ali umrle.
Občina Ormož ima 61 naselij: Bresnica, Cerovec Stanka Vraza, Cvetkovci, Dobrava, Dobrovščak, Drakšl, Frankovci, Gomila pri Kogu, Hajndl, Hardek, Hermanci, Hujbar, Hum pri Ormožu, Ivanjkovci, Jastrebci, Kajžar, Kog, Krčevina, Lačaves, Lahonci, Lešnica, Lešniški Vrh, Libanja, Litmerk, Loperšice, Lunovec, Mali Brebrovnik, Mihalovci, Mihovci pri Veliki Nedelji, Miklavž pri Ormožu, Ormož, Osluševci, Pavlovci, Pavlovski Vrh, Podgorci, Preclava, Pušenci, Ritmerk, Runeč, Senešci, Sodinci, Spodnji Ključarovci, Stanovno, Strezetina, Strjanci, Strmec pri Ormožu, Svetinje, Šardinje, Trgovišče, Trstenik, Veličane, Velika Nedelja, Veliki Brebrovnik, Vičanci, Vinski Vrh, Vitan, Vodranci, Vuzmetinci, Zasavci, Žerovinci, Žvab.

## Gospodarstvo in obrt
- Stanko Čurin, vinar in vinogradnik (1929, Vodranci pri Kogu – 2017, Ptuj)
- Stanko Dovečar, gospodarstvenik in profesor (1936, Podgorci)
- Rudolf Kavčič, gradbenik (1885, Ljubljana – ?)
- Ludvik Kuharič, trgovec, industrijalec, posestnik in župan (1883, ? – 1941,?)
- Vinko Megla, krojač in narodni heroj (1922, Sveti Tomaž – 1942, Mala vas pri Ormožu)
- Ivan Munda, strojni inženir, inovator in univerzitetni profesor (1931, Frankovci pri Ormožu – 2009, Maribor)
- Vladimir Puklavec, vinar in podjetnik (1943, Ormož – 2022)
- Anton Puklavec, vinar (1872, Vitan – 1930, Maribor)
- Franc Škerlec, kmetovalec (1859, Savci – 1931, Vičanci)
- Josip Zabavnik, vinogradnik in enolog (1874, Vodranci – 1948, Jeruzalem)
- Peter Zadravec, mlinar, izumitelj in mecen (1850, Loperšice – 1936, Loperšice)

## Humanistika in znanost
- Alojz Filipič, enolog (1943, Lahonci)
- Marija Hernja Masten, zgodovinarka in arhivistka (1950, Ormož)
- Franc Jakl, elektrotehnik, univerzitetni profesor in raziskovalec (1936, Ormož)
- Franc Janežič, agronom, fitopatolog in profesor (1908, Miklavž pri Ormožu – 1999, Ljubljana)
- Milena Jazbec, inženirka agronomije in raziskovalka (1936, Mihalovci)
- Venčeslav Kaučič, inženir kemije, profesor in vodja laboratorija na Kemijskem inštitutu (1950, Veliki Brebrovnik)
- Jakob Kelemina, jezikoslovec, literarni zgodovinar, literarni teoretik, folklorist in utemeljitelj germanistike (1882, Vinski Vrh – 1957, Ljubljana)
- Zdravko Klanjšček, zgodovinar (1925, Kog – 2002, Ljubljana)
- Rudolf Kolarič, jezikoslovec (1898, Ilovci – 1975, Ljubljana)
- Zinka Kolarič, sociologinja, univerzitetna profesorica in raziskovalka (1951, Cvetkovci)
- Jernej Kosi, zgodovinar in raziskovalec (1982, Maribor)
- Rudolf Rakuša, esperantist, stenograf in profesor (1893, Ormož – 1970, Maribor)
- Vladimir Ribarič, geofizik in seizmolog (1928, Mihovci pri Veliki Nedelji – 2002, Ljubljana)
- Franc Simonič, bibliotekar in bibliograf (1847, Ivanjkovci – 1919, Gornja Radgona)
- Mirjana Ule (rojena Nastran), socialna psihologinja in profesorica (1947, Ormož)
- Nežka Vaupotič, knjižničarka (1927, Sedlašek)
- Miran Veselič, enolog, agronom in profesor (1913, Ormož – 1995, Ljubljana)
- Zorko Vičar, astronom, pedagog, urednik in risar (1962, Kog)
- Mirko Vintar, inženir strojništva, programer, sistemski analitik, projektant informacijskih sistemov in profesor (1946, Vuzmetinci)

## Informiranje
- Božidar Borko, časnikar, publicist, prevajalec in novinar (1896, Gomila pri Kogu – 1980, Ljubljana)
- Janko Lesničar, časnikar in zadružnik (1884, Hum pri Ormožu – 1931, Zemun)
- France Slokan, novinar in publicist (1906, Lahonci – 1998, Ljubljana)
- Egon Tomc, novinar, pravnik in politični delavec (1913, Ormož – 1969, Ljubljana)
- Rajko Topolovec, publicist, zgodovinopisec, metalurg in izumitelj (1937, Jastrebci)
- Karmen Švegl, vojna poročevalka z Bližnjega vzhoda (1979, Ormož)

## Kultura

### Glasba
- Tone Janša, skladatelj, aranžer, saksofonist in pedagog (1943, Ormož)
- Božidar Kantušer, skladatelj in direktor mednarodnega informativnega centra za sodobno glasbo B.I.M.C. (1921, Pavlovski Vrh – 1999, Pariz)
- Borut Loparnik, muzikolog in pedagog (1934, Podgorci – 2018, Ljubljana)
- Boris Šurbek, tolkalist, pianist in pedagog (1944, Ormož)
- Božo Matija Vičar, operni pevec in koncertni pevec (1894, Jastrebci – 1972, Zagreb)
- Nikolaj Žličar, dirigent (1949, Ormož)

### Gledališče in film
- Lojze Filipič, dramaturg, esejist, kritik in publicist (1921, Lahonci – 1975, Ljubljana)
- Barbara Krajnc Avdić, igralka in gledališka pedagoginja (1973, Ormož)
- Janko Rakuša, igralec (1901, Mihalovci – 1945, Remetinec)

### Književnost
- Stanko Cajnkar, teolog, pisatelj, esejist, dramatik in urednik (1900, Savci – 1977, Ljubljana, pokopan v Sveti Tomaž)
- Božidar Flegerič, pesnik in pisatelj (1841, Vodranci – 1907, Vodranci)
- Regina Gobec, pedagoška pisateljica (1889, Mihalovci – 1972, Maribor)
- Stanko Janežič, pisatelj, pesnik, teolog in profesor (1920, Miklavž pri Ormožu – 2010, Maribor)
- Ruda Jurčec, pisatelj, novinar in esejist (1905, Ormož – 1975, Buenos Aires)
- Jože Kerenčič, pisatelj, publicist, aktivist in narodni heroj (1913, Jastrebci – 1941, Maribor)
- Erna Meško, pisateljica, kmetica, družbenopolitična delavka in planinka (1911, Loperšice – 1999, Lahonci)
- Stanko Kociper, pisatelj, dramatik, urednik, publicist in pravnik (1917, Miklavž – 1998, Mar del Plata)
- Franc Ksaver Meško, pesnik, pripovednik in duhovnik (1874, Gornji Ključarovci – 1964, Slovenj Gradec)
- Milena Mohorič (poročena Premru), pisateljica, germanistka, prevajalka, pedagoginja, publicistka in pesnica (1905, Ormož – 1972, Ljubljana)
- Andrej Pirnat, pesnik in rodoljub (1817, Loka pri Mengšu – 1888, Ormož)
- Jože Puklavec – Pril, ljudski pesnik (1927, Kog – 1986, Ljubljana)
- Božidar Radoš, pisatelj in zobozdravnik (1937, Cvetkovci)
- Alojzija Rak, pisateljica (1927, Senešci – 1978, Senešci)
- Anton Trstenjak (zgodovinar), pisatelj, urednik, gledališki zgodovinar in organizator (1853, Krčevina – 1917, Ljubljana)
- Stanko Vraz (pravo ime Jakob Fras), pesnik, prevajalec, literarni kritik (1810, Cerovec – 1851, Zagreb)

### Slikarstvo, kiparstvo, arhitektura in fotografija
- Marijan Amalietti, arhitekt, ilustrator, karikaturist in pedagog (1923, Ormož – 1988, Ljubljana)
- Ciril Ambrož, fotograf in učitelj. (?, Ormož)
- Roman Fekonja, slikar (1868, Veličane – 1910, New York)
- Vilko Gašparič, ljubiteljski slikar (1947, Podgorci – 2006, Podgorci)
- Anton Kosi, fotograf (1914, Lahonci – 1995, Lahonci)
- Stanko Kosi, fotograf (1932, Lahonci – 2000, Ptuj)
- Dušan Moškon, arhitekt in univerzitetni profesor (1924, Slovenj Gradec – 2006, Ormož)
- Zvonko Sagadin, arhitekt in partizan (1920, Ormož – 1999, Ljubljana)
- Domicijan Serajnik, arhitekt, grafik in slikar (1899, Ormož – 1983, Ljubljana)
- Savo Sovrè, slikar in grafik (1928, Ormož – 2008, Ljubljana)
- Tone Stojko, fotograf, fotoreporter, protestni socialni pesnik, pisatelj in radijski voditelj (1947, Strezetina)
- Rozina Šebetič, slikarka in likovna pedagoginja (1927, Vodranci)

## Politika, uprava in pravo
- Dušan Breznik, pravnik, statistik in demograf (1920, Kog – 2002, Beograd)
- Vincenc Cajnko oz. Vincent Cainkar,  ameriško-slovenski politik, društveni, kulturni in narodni delavec (1879, Jastrebci – 1948, Chicago)
- Ivan Dečko, politik, narodni delavec in pravnik (1859, Središče ob Dravi – 1908, Gradec)
- Ivan Geršak, pravnik, gospodarstvenik (ekonomist) in politik (1838, Bistrica ob Sotli – 1911, Ormož)
- Ivan Kočevar, politik in župan (1858, Središče ob Dravi – 1913, Središče ob Dravi)
- Tone Luskovič, pravnik in ljubiteljski zgodovinar (1949, Lačaves)
- Anton Meško, politični delavec in župan (1871, Gornji Ključarovci – Grme – 1949, Lahonci)
- Franc Mikša, diplomat, veleposlanik in pisatelj (1953, Ptuj)
- Vatroslav Mohorič, politik in mlinar (1831, Hermanci – 1905, Podgradje)
- Ivan Nepomuk Kukovec, politik in posestnik (1834, Pušenci – 1908, Ljutomer)
- Jože Pavličič, pravnik (1916, Vuzmetinci – 2001, Ljubljana)
- Bojan Polak, atlet, partizan, general, veleposlanik, prvoborec, politik in narodni heroj (1918, Ormož – 2004, Ljubljana)
- Friderik Ptujski, prvi lastnik Ormoškega gradu sredi 13. stoletja
- Davorin Senjor, pravnik in planinec (1882, Vičanci – 1960, Maribor)
- Viktor Skrabar, pravnik, notar in arheolog (1877, Ptuj – 1938, Ormož)
- Alojz Šparavec, politik in kulturni delavec (1819, Jastrebci – 1857, Čakovec)
- Alojzij Trstenjak, pravnik, krajevni zgodovinar in publicist (1887, Pušenci – 1964, Maribor)
- Irma Wurmbrand-Stuppach (rojena Pongraz, kasneje baronica Georgievits de Apadia), zadnja lastnica Ormoškega gradu do leta 1945 (1886, grad Pernegg – 1970, Ormož)

## Religija
- Peter Dajnko, duhovnik, nabožni pisatelj, slovničar in čebelar (1787, Črešnjevci – 1873, Velika Nedelja)
- Barara Kajnč (sestra Magdalena), redovnica, misijonarka in humanitarna delavka  (1892, Velika Nedelja – 1984, Asansol)
- Janez Evangelist Gašparič, duhovnik in zborovodja (1895, Podgorci – 1949, Podgorci)
- Janez Evangelist Kociper, katehetski pisec in duhovnik (1876, Stanovno – 1948, Maribor)
- Jožef Kovačič, duhovnik (1827, Ormož – 1909, Vrbje)
- Alojzij Meško, duhovnik in teolog (1858, Velika Nedelja – 1897, Velika Nedelja)
- Štefan Modrinjak, duhovnik, pesnik in narodni buditelj (1774, Središče ob Dravi – 1827, Miklavž pri Ormožu)
- Franc Orešnik, duhovnik, mučenec in kandidat za svetnika (1908, Jastrebci – 1944, Jasenovac)
- Gregor Jožef Plohel, duhovnik in nabožni pisatelj (1730, Ivanjkovci – 1800, Ptuj)
- Božidar Raič (Mitja Reich), duhovnik, jezikoslovec, politik, publicist in narodni buditelj (1827, Žvab – 1886, Ljubljana)
- Franc Saleški Spindler, cerkveni glasbenik in duhovnik (1878, Mala Nedelja – 1963, Ormož)
- Ivan Jožef Tomažič, cerkveni dostojanstvenik in duhovnik (1876, Miklavž pri Ormožu – 1949, Maribor)
- Franc Toplak, zbiralec ljudskega besedišča in duhovnik (1818, Destrnik – 1904, Podgorci)
- Franc Trop, duhovnik, glasbenik in dirigent (1871, Dobrava – 1926, Rim)
- Anton Vramec oz. en:Antun Vramec, kronist, duhovnik in nabožni pisatelj (1538, Ormož – 1587, Varaždin)

## Šolstvo
- Ivan Berce, šolnik in vzgojitelj (1915, Mala Bukovica – 1979, Ljubljana)
- Franček Bohanec, šolnik, pisatelj, publicist, esejist, urednik in literarni kritik (1923, Miklavž pri Ormožu – 2010, Ljubljana)
- Vinko Brumen, pedagog in filozof (1909, Šalovci – 1993, Hurlingham)
- Terezija Hanželič, učiteljica in predstojnica Kongregacije šolskih sester (1876, Hardek – ?, Via dei Colli)
- Anton Irgolič, šolnik in organizator (1830, Velika Nedelja – 1888, Zagreb)
- Irena Kandrič, profesorica, pisateljica in pesnica (1973, Ptuj)
- Jakob Marin, šolnik (1858, Ormož – 1925, Maribor)
- Matej Mertik, univerzitetni profesor, raziskovalec, pisatelj in glasbenik (1977, Maribor)
- Karel Ozvald, pedagog (1873, Središče ob Dravi – 1946, Ljubljana)
- Mimica Pelcl (rojena Marija Viher), vzgojiteljica, ravnateljica in aktivistka (1929, Veličane – 2015, Janžev Vrh)
- Anton Porekar, šolnik (1854, Mala Nedelja – 1931, Maribor)
- Meta Puklavec, učiteljica in kemijska tehnologinja (1945, Ormož)
- Fran Rakuša, šolnik in pisatelj (1859, Cvetkovci – 1905, Trst)
- Zora Rupena, učiteljica in politična delavka (1920, Mirna Peč – 1945, Mala vas pri Ormožu)
- Matija Senekovič, šolnik in pedagoški pisec (1867, Središče ob Dravi – 1955, Maribor)
- Danica Starkl, pedagoginja, vzgojiteljica in profesorica (1956, Ormož)
- Ignacij Šijanec, šolnik in planinec (1874, Mihalovci – 1911, Gornji Grad)
- Miroslav Šijanec, pedagoški delavec (1869, Podgorci – 1931, Maribor)
- Antonija Štupca, učiteljica, kulturna in socialna aktivistka ter narodna buditeljica (1874, Šempeter v Savinjski dolini – 1962, Maribor)
- Marija Štupca (psevdonimi: Borov Luka, Brinov Nace,  M. T. Savinjski), učiteljica, humanitarna delavka in publicistka (1873, Šempeter v Savinjski dolini – 1955, Maribor)
- Davorin Trstenjak, šolnik, pedagoški pisec in pisatelj (1848, Krčevina – 1921, Zagreb)

## Šport
- Marko Bezjak, rokometaš (1986, Ptuj)
- Vinko Cajnko, športni delavec, kolesar in športnik (1911, Vodranci – 2007, Slovenj Gradec)
- Darko Cingesar, rokometaš (1990, Ljubljana)
- Tadej Sok, rokometaš (1988, Gorišnica)

## Vojska
- Otmar Kanet, letalec (1892, Ormož – med 2. svetovno vojno, kraj smrti neznan)
- Vladimir Vauhnik (psevdonim: Marko Strelec, Vlajko, polkovnik Vasić, general Račić), obveščevalec, vojaški ataše in vojaški častnik (1896, Svetinje – 1955, Buenos Aires)
- Józef Zbigniew Żulikowski, pilot (1915, Ormož (nem. Friedau) – 1993, Velika Britanija)

## Zdravstvo
- Jože Bešvir, veterinar in družbenopolitični delavec (1931, Trgovišče – 2012, Ptuj)
- Fran Brumen, zdravnik (1903, Kog – 1987, Ptuj)
- Anton Hrovat, zdravnik, kirurg križniške bolnišnice v Ormožu, župan (1886, ? – 1948, ?)
- Franc Irgl, veterinar (1908, Ormož – 1893, Ormož)
- Anton Magdič, zdravnik (1820, Ivanjkovci – 1879, Ormož)
- Otmar Majerič, zdravnik, ustanovitelj sanatorija in kopališča (1895, Ormož – 1957, New York)
- Alojz Sok, veterinar, župan, politik in poslanec (1959, Ptuj)

## Osebnosti od drugod
- Auersperg, plemiška rodbina; Alojz Auersperg, komtur križniškega reda (1747 – 1817)
- Vladimir Bračič, geograf in politik (1919, Cirkulane – 1996, Maribor)
- Giacomo Brollo, slikar (1834, Humin – 1918, Humin)
- Emilijan Cevc, umetnostni zgodovinar (1920, Kamnik – 2006, Ljubljana)
- Marjeta Ciglenečki (rojena Zorman), umetnostna zgodovinarka (1954, Ljubljana)
- Jože Curk, umetnostni zgodovinar in konservator (1924, Vipava – 2017, Ljubljana)
- Anica Černej, pedagoginja, učiteljica, mladinska pesnica in publicistka (1900, Čadram – 1944, Neubrandenburg)
- Janez Dular (arheolog), arheolog in raziskovalec (1948, Metlika)
- Jožef Ernst Tunner, slikar (1792, Obergarden – 1877, Gradec)
- Josip Freuensfeld, pesnik in učitelj (1861, Radenski Vrh – 1893, Praga)
- Franc Hrašovec, pravnik in društveni delavec (1821, Sveti Jurij ob Ščavnici – 1909, Gradec)
- France Jančar, narodni gospodar in duhovnik (1820, Črešnjevci – 1889, Zbigovci)
- Peter Pavel Klasinc, zgodovinar, arhivist in profesor (1946, Maribor)
- Vladislav Klemenčič, učitelj in mladinski pisatelj (1898, Dolenja Trebuša – 1969, Ptuj)
- Josip Kocijančič, skladatelj, zborovodja, narodni buditelj in publicist (1849, Kanal – 1878, Kanal)
- Franc Kolenc, pisatelj, publicist in duhovnik (1908, Gomilica – 1985, Maribor)
- Andrej Komel plemeniti Sočebran, častnik in vojaški pisec (1829, Solkan – 1892, Gradec)
- Anton Korošec, politik in duhovnik (1872, Biserjane – 1940, Beograd)
- Anton Krempl, narodni buditelj, nabožni pisatelj, zgodovinar in duhovnik (1790, Politički Vrh – 1844, Mala Nedelja)
- Vekoslav Kukovec, politik in odvetnik (1876, Koračice – 1951, Celje)
- Luka Kunstek, šolnik (1835, Sv. Florijan – 1896, Ptuj)
- Jože Lacko, partizan in narodni heroj (1894, Kicar – 1942, Ptuj)
- Janez Lenassi, kipar (1927, Opatija – 2008, Piran)
- Matija Ljubša, zgodovinar in duhovnik (1862, Vanetina – 1934, Celje)
- Fran Mohorič, pravnik, pesnik in kulturni delavec (1866, Stročja vas – 1928, Ljubljana)
- Jožef Muršec, pisatelj, narodni buditelj, organizator in duhovnik (1807, Biš – 1895, Gradec)
- Fran Nedeljko, pisatelj in prevajalec (1858, Rakovci – 1931, Ljubljana)
- Stanko Pirnat, glasbenik, skladatelj in notar (1859, Štore – 1899, Mokronog)
- Elda Piščanec, slikarka (1897, Trst – 1967, Vine)
- Miroslav Ploj, politik in pravnik (1862, Ptuj – 1944, Maribor)
- Gvidon Pongratz, vitez, velepodjetnik, trgovec in gradbeni podjetnik (1822, Zbelovo – 1889, Zagreb)
- Oskar Pongratz plemeniti, podjetnik in odvetnik (1826, Slovenska Bistrica – 1892, Dunaj)
- Radoslav Razlag, politik, pisatelj in pesnik (1826, Radoslavci – 1880, Brežice)
- Jakob Schmerleib, arhitekt (1683, ? – 1692, Leibnitz)
- Franjo Sgerm, gozdarski strokovnjak (1911, Orlica – 2001, ?)
- Ivan Sivec, pisatelj, publicist in etnolog (1949, Moste pri Komendi)
- Ivan Skuhala, pripovednik, prevajalec, nabožni pisatelj in duhovnik (1847, Sveti Tomaž – 1903, Ljutomer)
- Peter Skuhala, pesnik, pripovednik in duhovnik (1847, Cven – 1913, Ljutomer)
- Vekoslav Skuhala, nabožni pesnik, pisatelj in duhovnik (1895, Trgovišče – 1966, Zgornja Hajdina)
- Matej Slekovec, zgodovinar in duhovnik (1846, Kunova – 1903, Ljubljana)
- Emil Smasek, publicist, dramaturg in režiser (1910, Maribor – 1980, Ljubljana)
- Ivan Sojč, kipar (1879, Ljubnica – 1951, Maribor)
- France Stare, arheolog (1924, Šmartno pri Litiji – 1974, Ljubljana)
- Leopold Stibilj, strokovnjak za gradnjo železnic, gradbenik (1890, Ljubljana – ?)
- Slavica Šikovec, enologinja (1929, Grabe pri Ljutomeru)
- Josip Šinko, društveni delavec, politik in župan (1851, Središče ob Dravi – 1922, Središče ob Dravi)
- Mirko Šoštarič, strokovnjak za varstvo naravne dediščine (1920, Maribor – 1999, Maribor)
- Vekoslav Štampar, kmetijski strokovnjak in politični delavec (1889, Železne Dveri – ?)
- Franc Talanyi, politični delavec in urednik (1883, Brezovci – 1959, Murska Sobota)
- Marjana Tomanič-Jevremov, arheologinja (1940, ?)
- Matija Valjavec, pesnik, folklorist in jezikoslovec (1831, Srednja Bela – 1897, Zagreb)
- Franc Verbnjak, pesnik in krajevni zgodovinar (1792, Drbetinci – 1859, Alrenmarkt bei Fürstenfeld)
- Bartholomeus Waldscheck, pasar (1792, München – 1845, Maribor)
- Boris Wenko, agronom in zootehnik (1895, Slovenj Gradec – 1980, Fürstenfeld)
- Franz Wiesthaler, časnikar in politik (1825, Maribor – 1890, Maribor)
- Janko Zadravec, arhitekt in profesor (1950, ?)
- Valentin Zarnik, politik, pisatelj in odvetnik (18837, Repnje – 1888, Ljubljana)
- Vlasto Zemljič, gradbenik (1919, Solčava – 1997, Ljubljana)
- Ludvik Zepič, glasbenik in knjižničar (1887, Razbor – 1971, Ljubljana)
- Alojz Zoratti, pozlatar in kipar (1874, Maribor – 1960, Maribor)
- Albert Žerjav, pedagog (1904, Središče ob Dravi – 1985, Maribor)
- Franjo Žgeč, pedagog (1896, Dornava – 1961, Celje)